# Pseudosmittia scotica
Pseudosmittia scotica är en tvåvingeart som först beskrevs av Edwards 1929.  Pseudosmittia scotica ingår i släktet Pseudosmittia och familjen fjädermyggor. Inga underarter finns listade i Catalogue of Life.